# Verrucaria conturmatula
Verrucaria conturmatula är en lavart som beskrevs av Nyl. Verrucaria conturmatula ingår i släktet Verrucaria och familjen Verrucariaceae.  Arten är reproducerande i Sverige. Inga underarter finns listade i Catalogue of Life.